# 中国驻拉合尔总领事列表
本列表为中国驻巴基斯坦拉合尔总领事馆历任总领事名录。

## 历任中国驻拉合尔总领事

### 中华人民共和国驻拉合尔总领事（2014年至今）
2014年7月9日，中华人民共和国与巴基斯坦政府达成在拉合尔设立总领事馆的协议。2015年9月30日，驻拉合尔总领事馆正式开馆。
| 姓名   | 任命 | 到任          | 递交任命书     | 免职 | 离任           | 领事职务 | 备注 | 备注 |
| ------ | ---- | ------------- | -------------- | ---- | -------------- | -------- | ---- | ---- |
| 郁伯仁 |      | 2014年12月    | 2014年12月16日 |      | 2016年12月29日 | 总领事   |      |      |
| 龙定斌 |      | 2017年1月     | 2017年1月5日   |      | 2021年1月      | 总领事   |      |      |
| 赵世人 |      | 2022年5月10日 | 2022年5月19日  | 现任 |                | 总领事   |      |      |